# Hrabstwo Wheeler (Oregon)
Hrabstwo Wheeler (ang. Wheeler County) – hrabstwo w stanie Oregon w Stanach Zjednoczonych. Obszar całkowity hrabstwa obejmuje powierzchnię 1715,46 mil² (4443,02 km²). Według szacunków United States Census Bureau w roku 2009 miało 1363 mieszkańców.
Hrabstwo powstało w 1899 roku. 

## Miasta[4]
- Fossil
- Mitchell
- Spray